# Army Distinguished Service Medal
Die Army Distinguished Service Medal ist eine hohe Auszeichnung der Vereinigten Staaten für außerordentliche Verdienste und wird von der United States Army vergeben.
Diese Auszeichnung ist in der Pyramid of Honor wie die Distinguished Service Medals des Verteidigungsministeriums der Vereinigten Staaten (Defense Distinguished Service Medal) sowie die der einzelnen Teilstreitkräfte (Navy, Air Force, Coast Guard und Homeland Security) angesiedelt, jedoch unter den Verdienstkreuzen (Distinguished Service Cross, Navy Cross und Air Force Cross).
Eine Stufe unter der Army Distinguished Service Medal rangiert der Silver Star.

## Ordensträger

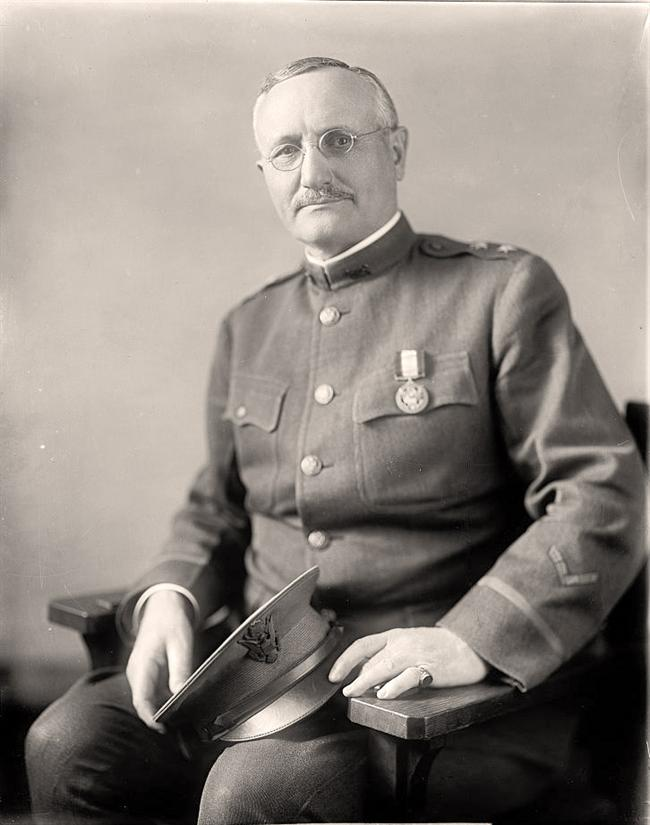
William L. Sibert mit der Army Distinguished Service Medal

Da die Army Distinguished Service Medal in erster Linie an Generäle verliehen wird, würde eine Liste fast jeden General und einige Admiräle umfassen, von denen viele mehrfach ausgezeichnet wurden, sowie einige Zivilisten und Sergeant Majors.
General Martin Dempsey, ehemaliger Vorsitzender der Joint Chiefs of Staff, hält mit sechs Auszeichnungen den Rekord für die meisten Auszeichnungen mit der Army Distinguished Service Medal. Er erhielt außerdem drei Auszeichnungen mit der Defense Distinguished Service Medal sowie je eine Auszeichnung mit der Navy Distinguished Service Medal, der Air Force Distinguished Service Medal und der Coast Guard Distinguished Service Medal, insgesamt also zwölf Distinguished Service Medals (DSM).
Die Generäle Douglas MacArthur und Dwight Eisenhower erhielten den Orden fünfmal. Sie erhielten auch jeweils eine Auszeichnung mit der Navy Distinguished Service Medal, also insgesamt sechs Distinguished Service Medals.
General Lucius D. Clay erhielt fünfmal Distinguished Service Medals, davon drei Army Distinguished Service Medals. General Norman Schwarzkopf erhielt zwei Auszeichnungen des DSM des Heeres und je eine Auszeichnung des DSM des Verteidigungsministeriums, der Marine, der Luftwaffe und der Küstenwache, insgesamt also sechs DSMs. General Lloyd Austin erhielt vier DSM des Heeres und fünf DSM des Verteidigungsministeriums, insgesamt also neun DSMs.
Zu den bemerkenswerten Empfängern unterhalb des Generalrangs gehören: Bell X-1-Testpilot Chuck Yeager und X-15-Testpilot Robert M. White, die beide den DSM bei der U.S. Air Force erhielten; Air Force Major Rudolf Anderson, der Lockheed U-2-Pilot, der während der Kubakrise abgeschossen wurde; Regisseur Frank Capra, der 1945 als Army Colonel ausgezeichnet wurde; Schauspieler James Stewart, der 1945 als Army Air Forces Colonel (später Air Force Brigadier General) ausgezeichnet wurde; Colonel Wendell Fertig, der philippinische Guerillas hinter die japanischen Linien führte; Colonel (später Major General) John K. Singlaub, der im Koreakrieg Partisanenkräfte anführte, und Major Maude C. Davison, die die „Engel von Bataan und Corregidor“ während ihrer Gefangenschaft durch die Japaner anführte, sowie Oberst William S. Taylor, Programmleiter für das Multiple Launch Rocket System. Zu den namhaften zivilen Empfängern gehören Harry L. Hopkins, Robert S. McNamara und Henry L. Stimson.